# がんばれ! 盤嶽
『がんばれ! 盤嶽』（がんばればんがく）は、1960年10月16日に東宝が配給した時代劇映画。戦前、山中貞雄が製作した「盤嶽の一生」を松林宗恵監督で再映像化、主演は小林桂樹。

## 配役
- 小林桂樹 : 阿地川盤嶽[5]
- 団令子 : お時[5]
- 小泉博 : 三輪嘉五郎[5]
- 山茶花究 : 関屋猷之助[5]
- 八波むと志 : 河童松[5]
- 島崎雪子 : 愛人まさ[5]
- 由利徹 : 医者竜伯[5]
- 桂小金治 : 大工熊五郎[5]
- 環三千世 : おしげ（熊五郎の女房）[5]
- 富士真奈美 : 浪江（周次郎の娘）[5]
- 安部徹 : 武富多平太[5]
- 田武謙三 : 金貸佐兵衛[5]
- 内田朝雄 : 柴田千蔵[5]
- 早川恭二 : 与力松川[5]
- 広沢菊春 : 為永鉄心[5]
- 沢村いき雄 : うなぎ屋の親爺[5]
- 石田茂樹 : 馬子三次[5]
- 万代峯子 : 狂言自殺の女[5]
- 赤木春恵[5]
- 近衛真理[5]
- 鮎川三鶴[5]
- 鮎川三知代[5]
- 小文字まり : 三輪の女房[5]
- 深山しのぶ[5]
- 吉川雅恵 : 小料理屋の女[5]
- 鷹取まき子 : 美女[5]
- 京まゆみ : 美女A[5]
- 真辺美里[5]
- 月乃江まどか[5]
- 若月寿々[5]
- 木沢佳子[5]
- 西川冨美子[5]
- 中林真智子 : 狂言自殺の女の娘[5]
- 男城輝[5]
- 妻紀一平[5]
- 楠栄二[5]
- 森金太[5]
- 大沢健三郎[5]
- 有馬修二[5]
- 早崎文司[5]
- 市川猿十郎 : 家主[5]
- 弘世東作[5]
- 川原健[5]
- 仲塚雅哉[5]
- 大中英二[5]
- 太田康人[5]
- 尾小山安治[5]
- 前田正[5]
- 古川保夫[5]
- 藤井重俊[5]
- 柴田房夫[5]
- 志村喬 : 大垣周次郎[5]
- 笠智衆 : 正直忍斎[5]

## スタッフ
- 監督 : 松林宗恵
- 製作 : 藤本真澄、市川久夫
- 構成 : 山中貞雄
- 原作 : 白井喬二
- 撮影 : 岡崎宏三
- 美術 : 加藤雅俊
- 音楽 : 宅孝二
- 和音楽 : 望月太明蔵
- 編集 : 庵原周一
- 助監督 : 山本博三、加藤秀夫
- 擬斗・技闘・殺陣 : 河瀬貞雄
- 照明 : 下村一夫
- 脚色 : 新藤兼人[6]、岸松雄

## 倂映作品
- 『地の涯に生きるもの』: 久松静児監督作品